# Kathleen Smet
Kathleen Smet (Beveren, 19 de janeiro de 1970) é uma triatleta profissional belga.

## Carreira
Kathleen Smet competidora do ITU World Triathlon Series, disputou os Jogos de Sydney 2000, ficando em 6º, e 4ª em Atenas 2004.